# Manuela Boatcă
Manuela Boatcă (* 1975 in Bukarest) ist eine rumänische Soziologin, die seit 2015 als Professorin für Soziologie mit dem Schwerpunkt Sozialstruktur und Globalisierung an der Albert-Ludwigs-Universität Freiburg lehrt und forscht. Sie gehört (Stand 2022) dem Vorstand der Deutschen Gesellschaft für Soziologie an und ist dort Beauftragte für internationale Beziehungen.
Boatcă schloss 1997 ein Studium von Anglistik und Germanistik an der Universität Bukarest mit dem Bachelor-Examen ab und wurde 2002 an der Katholischen Universität Eichstätt im Fach Soziologie promoviert. Nach längeren Forschungsaufenthalten in Brasilien, den USA und Rumänien war sie von 2012 bis 2015 Professorin für die Soziologie globaler Ungleichheiten am Lateinamerika-Institut der FU Berlin.
Ihre Arbeitsschwerpunkte sind Makrosoziologie, Historisch-vergleichende Soziologie und Weltsystemanalyse; Ungleichheitstheorien; Postkolonialismus; Geschlechtersoziologie; Theorien sozialen Wandels sowie Gewaltforschung.